# ロアーバック
『ロアーバック』（Roorback）は、ブラジルのヘヴィメタル・バンド、セパルトゥラが2003年に発表した9作目のスタジオ・アルバム。

## 解説
デリック・グリーン加入後としては3作目のスタジオ・アルバムで、音楽評論家のアレックス・ヘンダーソンはallmusic.comにおいて「グリーンとセパルトゥラの相性に対して、なおもぐずぐずと疑いが持たれているとしても、2003年の傑作『ロアーバック』がそれを金輪際終わらせるはずである」と評している。レコーディングは主にリオデジャネイロのAR Studiosで行われ、一部のパートはサンパウロのGuilas Studiosで録音されて、ミキシングはサンパウロのMosh Studiosで行われた。「アージ」のレコーディングには、ブラジルのロック・バンドOs Paralamas do Sucessoのドラマーであるジョアン・バローネがゲスト参加した。
セパルトゥラは本作より、ヨーロッパ盤をSPV傘下のスティームハマーからリリースするようになった。同社から限定発売されたデジパック盤にはEP『レヴォルソングス』（2002年）がボーナス・ディスクとして付属しており、ヨーロッパ通常盤および日本盤には、『レヴォルソングス』にも収録されていたU2のカヴァー「ブレット・ザ・ブルー・スカイ」がボーナス・トラックとして追加収録され、同曲のミュージック・ビデオもエンハンスト仕様で収録された。
アメリカでは総合チャートのBillboard 200にはチャート・インしなかったが、ビルボードのインディペンデント・アルバム・チャートでは17位に達した。

## 収録曲
特記なき楽曲は作詞：アンドレアス・キッサー、デリック・グリーン／作曲：アンドレアス・キッサー、イゴール・カヴァレラ、デリック・グリーン。
1. カム・バック・アライヴ - "Come Back Alive" - 3:06
  - 作詞：デリック・グリーン／作曲：アンドレアス・キッサー、イゴール・カヴァレラ、デリック・グリーン
2. ゴッドレス - "Godless" - 4:21
3. エイプス・オブ・ゴッド - "Apes of God" - 3:35
4. モア・オブ・ザ・セイム - "More of the Same" - 3:59
5. アージ - "Urge" - 3:16
  - 作詞：アンドレアス・キッサー／作曲：アンドレアス・キッサー、イゴール・カヴァレラ、デリック・グリーン
6. コラプテッド - "Corrupted" - 2:32
7. アズ・イット・イズ - "As It Is" - 4:26
8. マインドウォー - "Mindwar" - 2:59
  - 作詞：デリック・グリーン、イゴール・カヴァレラ／作曲：アンドレアス・キッサー、イゴール・カヴァレラ、デリック・グリーン
9. リーチ - "Leech" - 2:24
10. ザ・リフト - "The Rift" - 2:56
11. ボトムド・アウト - "Bottomed Out" - 4:35
12. アクティヴィスト - "Activist" - 1:53
  - 作詞：アンドレアス・キッサー／作曲：アンドレアス・キッサー、イゴール・カヴァレラ、デリック・グリーン
13. アウトロ - "Outro" - 11:36
  - 作曲：Fabio A.

### ボーナス・トラック
1. ブレット・ザ・ブルー・スカイ - "Bullets the Blue Sky" - 4:28
  - 作詞：ボノ／作曲：U2

## 参加ミュージシャン
- デリック・グリーン - ボーカル
- アンドレアス・キッサー - ギター
- パウロJr. - ベース
- イゴール・カヴァレラ - ドラムス、パーカッション

アディショナル・ミュージシャン
- ジョアン・バローネ(#5)